# Pyralis kacheticalis
Pyralis kacheticalis is een vlinder uit de familie snuitmotten (Pyralidae). De wetenschappelijke naam is voor het eerst geldig gepubliceerd in 1893 door Christoph.
De soort komt voor in Europa.